# Rock Your Body
„Rock Your Body” este un cântec înregistrat de către compozitorul și cântărețul american Justin Timberlake pentru albumul său de debut, Justified (2002). A fost scris de Timberlake împreună cu Williams și Hugo (Chad Hugo și Pharrell Williams), care de asemenea au produs cântecul. A fost lansat pe 2 martie 2003 de către Jive Records ca și al doilea single de pe Justified. Single-ul este un uptempo și disco groove, și are de asemenea influențe din Michael Jackson și Stevie Wonder. Partea feminină a melodiei este cântată de Vanessa Marquez. Inițial menit să fie recunoscut în al cincelea album al lui Jackson, Invincible (2001), personalul a respins single-ul împreună cu alte cântece, care au fost în schimb date lui Timberlake pentru albumul său de debut.
„Rock Your Body” a ajuns pe locul întâi în topul Australian Singles Chart pentru o săptămână. S-a clasat pe locul al doilea în topul UK Singles Chart, al doilea single de pe Justified care a reușit acest lucru după „Like I Love You” și „Cry Me a River”. A atins locul al treilea în Danish Singles Chart, locul al patrulea în New Zealand Singles Chart și Irish Singles Chart, iar în Billboard Hot 100 s-a clasat pe locul al cincelea. A primit discul de aur de la Recording Industry Association of America (RIAA) și Recording Industry Association of New Zealand (RIANZ) pentru vânzările a 500,000 copii și respectiv 7,500. Cântecul a primit în general păreri pozitive din partea criticilor muzicali, care au observat faptul că este un single reusit, complimentându-i elementele muzicale. 
Videoclipul muzical pentru „Rock Your Body”, care a fost regizat de Francis Lawrence, filmat în februarie 2003. îl prezintă pe Timberlake împreună cu alți coregrafi dansând într-un cub multicolor. Timberlake a interpretat cântecul live de mai multe ori, printre care și ediția a XXXVIII-a Super Bowl, când în timpul duetului cu Janet Jackson i-a rupt din greșeală o parte din costumul acesteia, dezvăluindu-i sânul drept în timpul transmisiunii televizate. Timberlake s-a retras singur din controversă, pe când Jackson a îndurat criticile.

## Versiuni
Single maxi
1. „Rock Your Body” (Versiunea albumului) – 4:28
2. „Rock Your Body” (Sander Kleinenberg's Just in the Radio Edit) – 3:33
3. „Rock Your Body” (Paul Oakenfold Mix) – 5:41
4. „Rock Your Body” (Instrumental cu Beatbox) – 4:28

## Topuri
| Top (2003)                           | Poziția de top |
| ------------------------------------ | -------------- |
| Australia (ARIA)                     | 1              |
| Austria (Ö3 Austria Top 40)          | 56             |
| Belgia (Ultratop 50 Flanders)        | 6              |
| Belgium Dance (Ultratop Flanders)    | 6              |
| Belgia (Ultratop 50 Wallonia)        | 14             |
| Belgium Dance (Ultratop Wallonia)    | 6              |
| Danemarca (Tracklisten)              | 3              |
| Finlanda (Suomen virallinen lista)   | 6              |
| Franța (SNEP)                        | 15             |
| Germania (Media Control Charts)      | 25             |
| Irlanda (IRMA)                       | 4              |
| Olanda (Single Top 100)              | 6              |
| Noua Zeelandă (Recorded Music NZ)    | 4              |
| Norvegia (VG-lista)                  | 17             |
| Romania (Romanian Top 100)           | 6              |
| Suedia (Sverigetopplistan)           | 15             |
| Elveția (Schweizer Hitparade)        | 34             |
| UK Singles (Official Charts Company) | 2              |
| US Billboard Hot 100                 | 5              |
| US Hot R&B/Hip-Hop Songs (Billboard) | 45             |
| US Adult Top 40 (Billboard)          | 24             |
| US Mainstream Top 40 (Billboard)     | 1              |

| Top (2003)                        | Poziție |
| --------------------------------- | ------- |
| Australia (ARIA)                  | 46      |
| Belgium (Ultratop 50 Flanders)    | 54      |
| Belgium Dance (Ultratop Flanders) | 44      |
| Belgium (Ultratop 50 Wallonia)    | 82      |
| Belgium Dance (Ultratop Wallonia) | 44      |

## Certificații
| Regiune | Certificări | Vânzări |
| --- | ----------- | ------- |
| Australia (ARIA) | Platină     | 70,000^ |
| Noua Zeelandă (RMNZ) | Aur         | 7,500   |
| Statele Unite (RIAA) | Gold        | 500,000 |
| *cifrele de vânzări sunt bazate pe un singur certificat ^cifrele cargo sunt bazate pe un singur certificat xcifrele nespecificate sunt bazate pe un singur certificat |             |         |

## Datele lansării
| Țară         | Dată           | Format      | Casa de discuri |
| ------------ | -------------- | ----------- | --------------- |
| SUA          | 8 aprilie 2003 | Radio urban | Jive            |
| Japonia      | 6 mai 2003     | Single maxi | Sony            |
| Germania     | 19 mai 2003    | Single maxi | Sony            |
| Regatul Unit | 19 mai 2003    | Single maxi | Sony            |
| Europe       | 2 martie 2003  | Single maxi | Sony            |